# Бедрин, Никита Вячеславович
Никита Вячеславович Бедрин (род. 6 января 2006 года, Белгород) — российский автогонщик.

## Карьера

### Картинг
Начав свою картинговую карьеру в родной стране, Бедрин выиграл чемпионат России по картингу дважды перед тем, как переехать в Италию. Бедрин выиграл чемпионат Италии по картингу в 2019 году и WSK Super Master Series в 2020 году. Также финишировал четвёртым в чемпионате Европы по картингу 2020 года.

### Младшие формулы

#### 2021 год
Бедрин перешёл в формульные гонки в сезоне 2021 года, выступив в Формуле-4 ОАЭ за команду Xcel Motorsport. На втором этапе он впервые попал на подиум, заняв третье место, но потом был вынужден закончить сезон 2021 года из-за полученной травмы руки.
Основные выступления Бедрина были на гонках Итальянской Формулы-4 и ADAC Формулы-4. Он стабильно приезжал в очковую зону, самым ярким моментом его выступлений в Итальянской Формуле-4 были три подиума в Имоле, где Бедрин выиграл гонку Итальянской Формулы-4. В ADAC Формуле-4 Бедрин одержал две победы.

#### 2022 год
В сезоне 2022 года Бедрин вернулся в Формулу-4 ОАЭ. Он одержал две победы, что позволило ему занять четвёртое место в турнирной таблице.
В сезоне 2022 году россиянин продолжил участие в Итальянской Формуле-4 и ADAC Формуле-4. В Итальянской Формуле-4 он дважды попадал на подиум, но выступал нестабильно, в итоге заняв 12-е место в турнирной таблице. В ADAC Формуле-4 провёл более стабильный сезон: выиграл дождевую гонке в Лаузицринге, шесть раз поднимался на подиум и занял четвёртое место в турнирной таблице.

### Формула-3
В сентябре 2022 года Бедрин был приглашён на тесты за команду Jenzer Motorsport. Впоследствии подписал контракт с командой Jenzer Motorsport на сезон Формулы-3 2023 года. В сезоне 2023 года выступал в Формуле-3 за команду Jenzer Motorsport.
Выступает под итальянским флагом.
В сезоне 2024 года выступает за команду  PHM AIX Racing. Выиграл свою первую гонку в Формуле 3 на трассе Hungaroring - спринт.
В сезоне 2025 закончил карьеру в Формуле 3. 